# Phrurolithus dolius
Phrurolithus dolius là một loài nhện trong họ Phrurolithidae.
Loài này thuộc chi Phrurolithus. Phrurolithus dolius được Ralph Vary Chamberlin & Wilton Ivie miêu tả năm 1935.